# دردار سيشواني
دردار سيشواني (الاسم العلمي:Ulmus szechuanica) هو نوع من النباتات يتبع جنس الدردار من الفصيلة الدردارية.	
سمي هذا النوع من الأشجار نسبة إلى منطقة سيشوان في الصين.	